# Serie Mundial Amateur de Béisbol de 1978
La XXV Serie Mundial Amateur de Béisbol se llevó a cabo en las ciudades de Parma, Roma y Rimini en Italia del 25 de agosto al 6 de septiembre de 1978. El jugador más valioso fue Antonio Muñoz de Cuba.

## Hechos destacados
- Por primera vez se disputa un mundial en Europa desde 1938.
- Bélgica participa por primera vez.
- Australia se convierte en el primer equipo del Oceanía en participar.

## Ronda Única
| Posición | Equipo         | Ganados | Perdidos |
| -------- | -------------- | ------- | -------- |
| 1        | Cuba           | 10      | 0        |
| 2        | Estados Unidos | 9       | 1        |
| 3        | Corea del Sur  | 8       | 2        |
| 4        | Japón          | 7       | 3        |
| 5        | Nicaragua      | 5       | 5        |
| 6        | Italia         | 5       | 5        |
| 7        | Países Bajos   | 4       | 6        |
| 8        | México         | 3       | 7        |
| 9        | Canadá         | 2       | 8        |
| 10       | Australia      | 2       | 8        |
| 11       | Bélgica        | 0       | 10       |

| Cuba                 |
| Campeón Cuba         |
| Décimo quinto título |